# 索洛特溫 (科韋利區)
51°0′50″N 24°52′58″E / 51.01389°N 24.88278°E
索洛特溫（烏克蘭語：Солотвин），是烏克蘭的村落，位於該國西部沃倫州，由科韋利區負責管轄，始建於1613年，面積0.01平方公里，海拔高度185米，2001年人口194，人口密度每平方公里19,400人。